# Borgarfjarðarsýsla
Borgarfjarðarsýsla est un comté islandais, situé dans la région de Vesturland.

Localisation de Borgarfjarðarsýsla

## Géographie
La seule ville qui s'y trouve est Akranes.
Près de la limite sud du comté, proche du comté de Kjósarsýsla, se trouve la cascade de Glymur, connue pour être la plus haute du pays, avec un dénivelé de 190 mètres.

## Personnalités
- Jón Thoroddsen (1818-1868), poète et romancier islandais, a un temps été sýslumaður (équivalent de préfet ou intendant) du comté, et y est décédé.